# La Puerta (Catamarca)
Pour les articles homonymes, voir Puerta.
La Puerta est une ville de la province de Catamarca et le chef-lieu du département d'Ambato en Argentine.
C'est une ville touristique au pied de la sierra de Ambato.